# 구프슈필

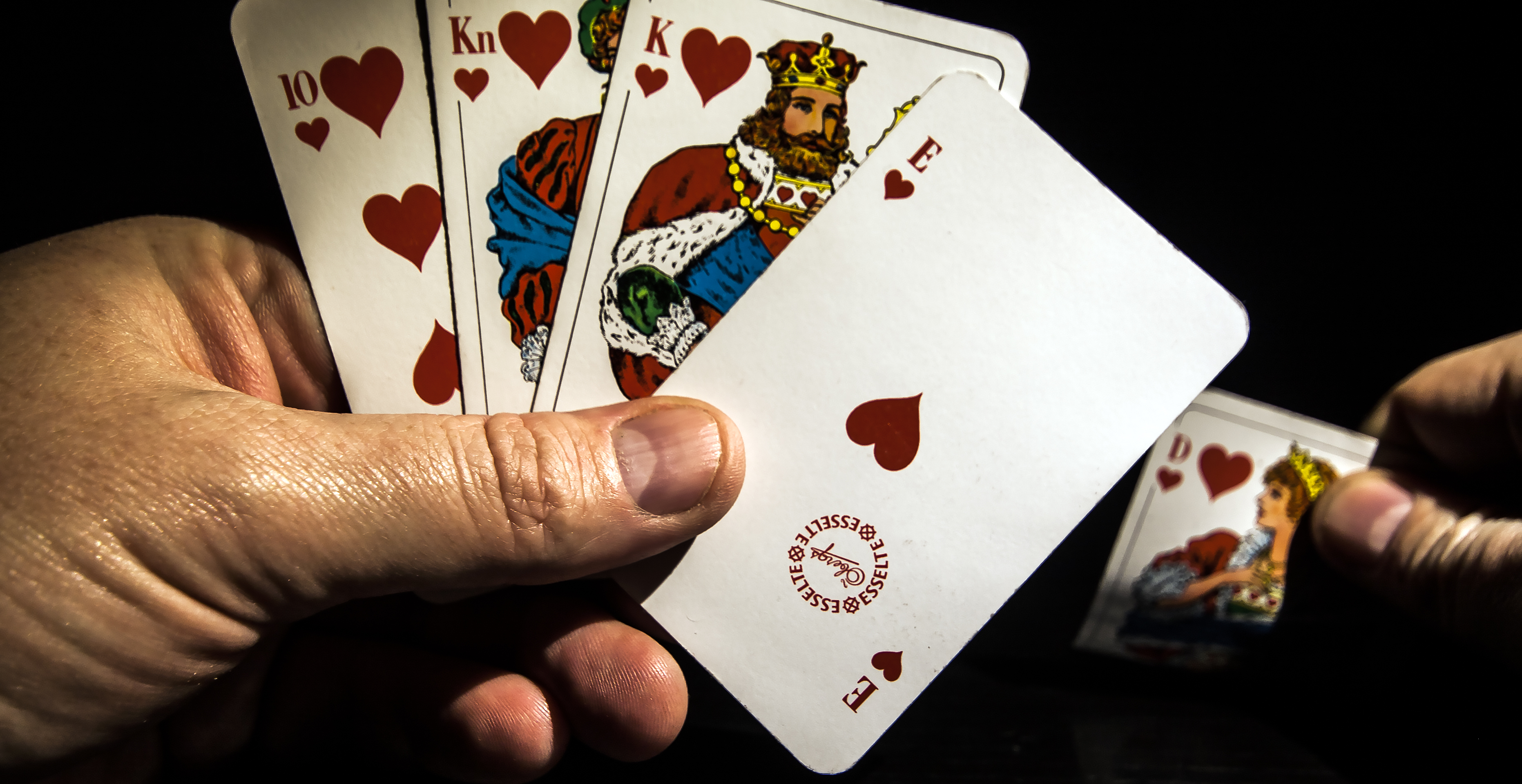

구프슈필(Goofspiel, 순수 전략 게임, GOPS 또는 Psychological Jujitsu)은 2명 이상의 플레이어가 즐길 수 있는 카드 게임이다. 이 게임은 1930년대 프린스턴 대학교에 있을 때 메릴 플러드에 의해 발명되었으며 알렉스 란돌프는 비슷한 게임이 제2차 세계 대전 당시 인도 제5군에서 인기를 끌었다고 설명한다.
이 게임은 배우고 플레이하기가 간단하지만 어느 정도 전략적 깊이가 있다. 게임 이론과 인공지능 분야에서 다단계 동시 이동 게임의 예로 흔히 사용된다.

## 게임 플레이
구프슈필은 표준 카드 덱의 카드를 사용하여 플레이하며 더 많은 플레이어가 가능하지만 일반적으로 2인 게임이다. 각 슈트의 순위는 A(낮음), 2, ..., 10, J, Q, K(높음)이다.